# Grančika
Grančika (lat. Hornungia), biljni rod iz porodice kupusovki s osam priznatih vrsta i nekoliko podvrsta koje su nekada bile uključivane u rodove Pritzelago i Hutchinsia.
Rod je raširen po Europi, sjevernoj Africi i dijelovima Sjeverne Amerike, a tri vrste rastu i u Hrvatskoj, uključujući podvrstu mala grančika (H. alpina subsp. brevicaulis). Vrsta Hutchinsia pusillima, možda je sinonim od H. procumbens (L.) Hayek

## Vrste
1. Hornungia alpina (L.) O. Appel
2. Hornungia angustilimbata V.I.Dorof.
3. Hornungia aragonensis (Loscos & Pardo) Heywood
4. Hornungia pauciflora (W.D.J.Koch) Soldano, F.Conti, Banfi & Galasso
5. Hornungia petraea (L.) Rchb.
6. Hornungia procumbens (L.) Hayek
7. Hornungia puberula (Rupr.) D.A.German
8. Hornungia revelierei (Jord.) Soldano, F.Conti, Banfi & Galasso